# Selinunte Jet
Il Selinunte Jet è una nave traghetto veloce monocarena di proprietà di Blu Jet, società del gruppo Ferrovie dello Stato. Ha operato sino al 1º giugno 2012 in Bluvia, divisione per la navigazione di Rete Ferroviaria Italiana, transitando poi in Bluferries e dal 1º maggio 2019 in Blu Jet. Fino al 2013 ha operato nell'ambito del Consorzio Metromare dello Stretto, associazione temporanea di imprese partecipata al 40% da Bluferries e al 60% dalla compagnia di navigazione privata Ustica Lines.
Costruita nel 1999 dalla storica Rodriquez Cantieri Navali di Messina, l'unità veloce è adibita al solo trasporto di passeggeri. Raggiunge la velocità di 28,5 nodi ed è dotata di idrogetti, più un'elichetta trasversale di manovra. Presta servizio nello stretto di Messina fra il porto di Messina e i porti calabresi di Villa San Giovanni e Reggio Calabria,

## Unità gemelle
- Tindari Jet
- Segesta Jet (distrutta in seguito al tragico incidente occorso il 15 gennaio 2007, in cui persero la vita quattro membri dell'equipaggio, fra cui il comandante)
- Vesuvio Jet, in servizio per Navigazione Libera del Golfo